# Chiamami ancora amore (singolo)
Chiamami ancora amore è un brano musicale scritto ed interpretato da Roberto Vecchioni, vincitore del Festival di Sanremo 2011. Il brano è stato inserito nell'album omonimo. Nel corso della quarta serata del Festival, dedicata ai duetti, Vecchioni lo ha interpretato insieme al gruppo PFM.

## Il brano
Il brano è stato il primo di cui è stata ufficializzata la partecipazione al Festival, nel novembre 2010. Per Roberto Vecchioni si è trattata della seconda partecipazione a Sanremo, dopo che vi aveva preso parte nell'edizione 1973 con L'uomo che si gioca il cielo a dadi. Durante la manifestazione canora, il brano è stato diretto da Peppe Vessicchio.
Parlando del brano, Vecchioni ha dichiarato in un'intervista rilasciata a Il Sole 24 Ore che «[...] mi è arrivato un tipo di brano che io classifico tra quelli all'italiana: grande sentimento, grande forza di inciso che dovrebbe prendere le emozioni di tutti e sotto un messaggio che sia trasversale, ma di valori. Non parlerò di me, o solo larvatamente. È una canzone molto attuale che parla di cose di oggi, di situazioni di oggi e soprattutto di speranza. Questo sì. Speranza». Alla conferenza stampa dei vincitori del Festival ha poi dichiarato di aver volutamente costruito un testo sgrammaticato, con i pronomi retti («che») e non obliqui («in cui»), per essere vicino al modo di parlare quotidiano. A Sanremo ha inoltre dichiarato che «con la mia canzone ho voluto cantare l'amore universale, la pietà per le persone. È un concetto alla De André. Il suo insegnamento è straordinario. Questa cosa l'ho imparata da lui».
Un sondaggio del Corriere della Sera del 19 febbraio 2011 dava il brano Chiamami ancora amore come il favorito alla vittoria del Festival di Sanremo 2011 secondo i lettori del quotidiano; il brano ha poi effettivamente vinto la kermesse canora.
Dopo la vittoria di Vecchioni, ad alcuni articoli e dichiarazioni di vari critici, che si chiedevano se la canzone si riferisse anche a Silvio Berlusconi o Muʿammar Gheddafi, ha risposto accennando a vari personaggi reali adombrati nelle figure e metafore del testo: «il bastardo che sta sempre al sole» è «un politico reazionario di destra, un cambiacasacca... Ma il nome per ora non lo faccio. Anche perché ho pensato pure ad altri» come «i finanzieri senza scrupoli come Tanzi», mentre il «vigliacco che nasconde il cuore» è un riferimento «alla filosofia del cinismo che impera: in politica e nel quotidiano. Quel giro di teorie lì che magari Giuliano Ferrara incarna bene...». «L'operaio che ha perso il suo lavoro è, su tutti, quello della Fiat» ed «il poeta che non può cantare è prima di tutto Neruda. Ma anche tutti gli artisti e gli uomini che vengono zittiti».
La cover di questo brano è stata reinterpretata da alcuni ragazzi di varie edizioni del talent show Amici di Maria De Filippi in vari anni.

## Tracce
1. Chiamami ancora amore – 4:14 (testo: Roberto Vecchioni – musica: Roberto Vecchioni, Claudio Guidetti)

## Formazione
- Roberto Vecchioni – voce
- Claudio Guidetti – chitarra elettrica, chitarra acustica
- Fabio Moretti – chitarra
- Paolo Costa – basso
- Lele Melotti – batteria
- Luca Scarpa – tastiera, pianoforte

## Classifiche
| Classifica (2011) | Posizione massima |
| ----------------- | ----------------- |
| Italia            | 2                 |